# Buiksloterdijk
De Buiksloterdijk is een dijk en straat in Amsterdam-Noord.
De Buiksloterdijk was in 1924 de nieuwe naam voor het gedeelte van de Waterlandse Zeedijk dat in de voormalige gemeente Buiksloot, in 1921 bij Amsterdam gevoegd, lag. Noordwestelijk heet deze voormalige zee-dijk de Landsmeerderdijk, zuidoostelijk de Nieuwendammerdijk.
Door de aanleg van woonwijken en wegen is de Buiksloterdijk op enkele punten onderbroken. Het meest zuidoostelijke gedeelte, in het verlengde van de Meeuwenlaan is in 1936 vernoemd in Leeuwarderweg, de Buiksloterdijk begint daardoor tegenwoordig in het Volewijkspark (sinds 2014 een deel van het Noorderpark) bij de Nieuwe Leeuwarderweg.  Aan de andere kant is het meest noordwestelijke deel in 1974 toegevoegd aan de Landsmeerderdijk. Op de grens tussen Buikslotermeer en de Waterlandpleinbuurt is de Buiksloterdijk vervangen door de Beemsterstraat.   

## Voormalig Raadhuis
Aan de Buiksloterdijk 228 stond het voormalige Raadhuis van Buiksloot, sinds 1984 een nieuw gebouwd woonhuis met een vrijwel identieke gevel. 

## Bruggen
Voor de verbinding over het Noordhollandsch Kanaal fungeert sinds 1822-1825 al de Buiksloterdraaibrug al zij het in de 21e eeuw alleen voor voetgangers en fietsers. Ter hoogte van huisnummer 240-242 ligt een onbeduidend bruggetje 041P bij een jachthaventje. Amsterdam nummert (bijna) al haar bruggen; de aanduiding "P" duidt daarbij op beheer bij een andere instantie. 

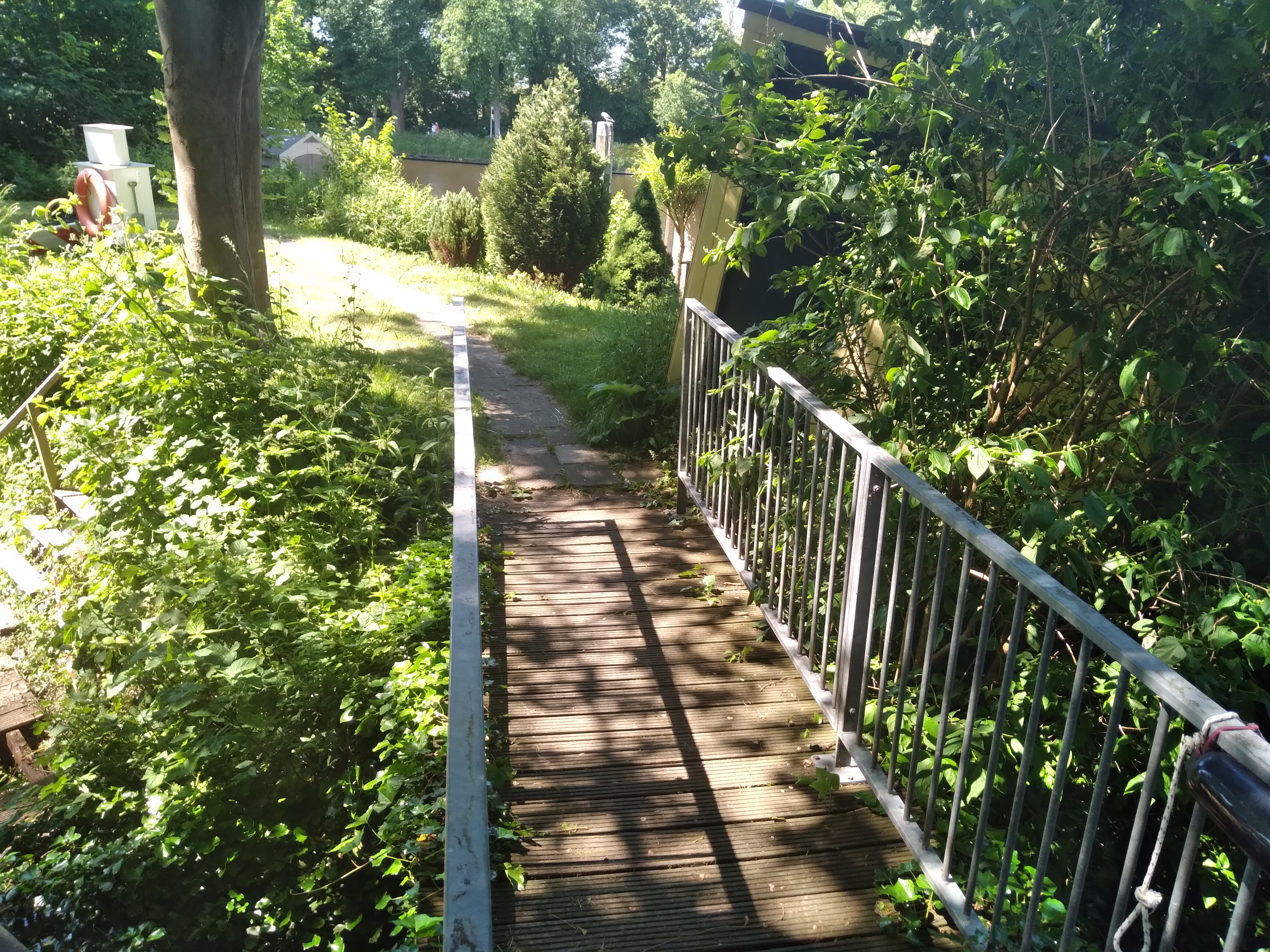
Brug 041P bij Jachthaventje (juni 2021)